# Corrente de Benguela

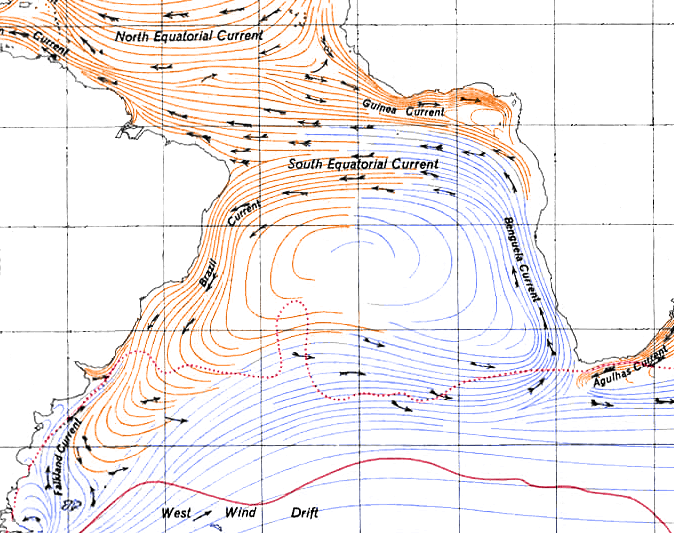
Correntes frias em azul na zona Sudoeste da costa de África e quentes em vermelho no Este do Brasil

A Corrente de Benguela é uma larga corrente oceânica que se move predominantemente para norte e se forma na zona oeste do Oceano Atlântico Sul. A corrente estende-se desde o sul da costa oeste da África até o entorno da província de Benguela, por volta 12°S, a partir de onde se desvia para oeste, em direção à linha do Equador, onde se torna parte do Giro Oceânico do Atlântico Sul.
A corrente é formada pelos ventos alísios de sudeste da alta subtropical do Atlântico Sul. Na zona costeira da corrente são os ventos de terra que causam afloramentos, formando o sistema de afloramento da corrente de Benguela. As águas frias e ricas em nutrientes ascendem de profundidades de 200–300 metros e promovem o desenvolvimento de populações de fitoplâncton que, por sua vez, sustentam o ecossistema oceânico produtivo de Benguela.

## Fronteiras

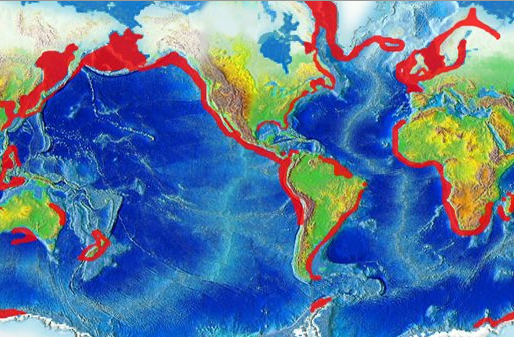
As áreas vermelhas mostram áreas de afloramento oceânico. A corrente de Benguela está na zona Sudoeste da costa de África

As fontes das águas das correntes de Benguela incluem águas dos Oceanos Indico e subtropicais do Atlântico Sul; água salgadas e tropical Atlântica de pouco-oxigênio; e água fria do fundo do mar. A corrente de Benguela têm entre 200 a 300 km de largura e alarga na sua viagem para Norte e Noroeste. O flanco do mar no Oeste é pouco definido, com muitas agueiros e derivações temporárias. Mesmo assim existe uma frente termal bem definida entre as águas associadas a corrente de Benguela e as outras do Sudeste Atlântico.
Onde as águas frias da corrente de Benguela se misturam com a Corrente das Agulhas predominantes ao Norte do Cabo da Boa Esperança forma-se um ecossistema muito rico e produtivo assim como zonas de fortes tempestades e turbulências.

## Afloramentos e produção primária
As correntes fluem para norte e sofrem efeito transporte de Ekman na zona de alto mar e afloramento de águas para a zona eufótica. A intensidade do evento de afloramento é determinado pela intensidade do vento. Variações de intensidade do vento causa ondas ou pulsos de afloramento que se propagam para sul ao longo da costa com velocidades de  5 a 8 m/s. As ondas são similares à Kelvin wave, excepto na escala de 30 a 60 km em vez de 1000 km, e podem propagar-se à volta do cabo conforme os sistemas de vento. Estas ondas ou pulsos de afloramento induzem produção biológica. No sistema de Benguela o crescimento de fitoplâncton necessita de um período de afloramento seguido por um período de estratificação e águas relativamente calmas. O crescimento de fitoplâncton normalmente pausa durante um período de 1 a 4 dias e cresce de 4 a 10 dias. Para que o zooplâncton tenha alimento continuo, o crescimento do fitoplâncton não deve ocorrer em longos períodos alternados. Pulsos de afloramento no sistema de Benguela têm uma duração de 10 dias, com um período óptimo para produção biológica. Está estimado que a nova produção anual no sistema de Benguela e 4.7 × 10^13 gC/ano, fazendo o sistema de Benguela 30 a 65 vezes mais produtivo que uma área unitária que a média global dos oceanos.
Enquanto que afloramento promovem a abundante produção primária e secundária nas zonas superiores da coluna de água perto da costa, zonas mais profundas com oxigênio limitado produzem zonas mortas chamadas zonas de oxigênio mínimo na plataforma continental e no talude continental. A zona mínima de Benguela começa na profundidade de 100m e tem algumas centenas de metros de altura. As bactérias que utilizam enxofre em vez de oxigênio resistem na zona mínima de oxigênio.
As espécies de peixes mais abundantes no sistema de Benguela são as Sardinops e Engraulis. Sardinops ocelata (sardinha grande) que foram extensivamente pescados no inicio da década de 1950 batendo recordes em 1968 com capturas de 1.3 milhões de toneladas. Desde essa época as fábricas Sardinops fecharam e as fábricas para processar a espécie Engraulis capensis (anchova) tomaram a laboração.

## Niño de Benguela
Similar ao El Niño do Pacifico, uma placa grossa de água quente mas pobre em nutrientes entra na parte norte do sistema de Benguela na costa da Namíbia uma vez por década. Durante o Ninõ, água quente e salina da corrente de Angola move-se para Sul, de 15°S para longe até 25°S. Esta placa de água quente e salina estende-se por 150 km afastado da costa e 50 m profundo. Chuvas intensas, alterações em abundância de peixes, e proximidade temporal ao El Niño do Pacifico foram observadas; mesmo assim, as causas e efeitos do sistema de Benguela não estão bem entendidos.
Um estudo recente demonstrou a importância dos ventos locais no desenvolvimento do Ninõ de Benguela nas costas da Namíbia e Angola. Este processo local junto com sinais remotos das regiões equatoriais formam a base do mecanismo de formação em que ambos os processo se podem reforçar.